# Henrique de Castro (executivo)
Henrique De Castro (Portugal) é um executivo português. Foi desde novembro de 2012 o diretor de operações da Yahoo. Anteriormente trabalhou na Google.. É Chairman no Real Hotels Group.